# Метт Геджес
Метт Геджес (англ. Matt Hedges, нар. 1 квітня 1990, Рочестер) — американський футболіст, захисник клубу «Даллас» та національної збірної США.

## Клубна кар'єра
Народився 1 квітня 1990 року в місті Рочестер. Виступав у Національній асоціації студентського спорту за команди Університету Батлера (2008—2010) і Університету Північної Кароліни в Чапел-Хілл (у 2011 році), з якою переміг у Кубку коледжів.
У 2010 і 2011 роках він також виступав за клуб «Редінг Юнайтед» в Premier Development League — четвертому напівпрофесійному дивізіоні США.
12 січня 2012 року на Супердрафті MLS Геджес був обраний в першому раунді під 11-м загальним номером клубом «Даллас». Його дебют за клуб відбувся 5 квітня 2012 року в матчі проти «Нью-Інгленд Революшн». Перший гол за «Даллас» він забив 23 травня 2012 року у ворота «Чикаго Файр». По ходу сезону 2014 Геджес був обраний капітаном команди. За підсумком сезону 2015 року він був включений в символічну команду і потрапив до фінальної четвірки номінантів на премію захисника.
У сезоні 2016 Геджес допоміг «Далласу» перемогти в Кубку США, де відзначився голами у півфіналі та фіналі, і в регулярному чемпіонаті. За результатами сезону він знову опинився у фінальному списку претендентів на звання захисника року в MLS, і в підсумку посів перше місце. Наразі встиг відіграти за команду з Далласа 172 матчі в національному чемпіонаті.

## Виступи за збірну
В січні 2015 року Геджес був викликаний в тренувальний табір збірної США напередодні товариських матчів зі збірними Чилі і Панами. Матч зі збірною Чилі 28 січня він спостерігав з лави запасних, а в матчі зі збірною Панами 8 лютого він вперше вийшов на поле у формі збірної США, замінивши на 72-й хвилині Деандре Єдліна.
У складі збірної був учасником розіграшу Золотого кубка КОНКАКАФ 2017 року у США.
Наразі провів у формі головної команди країни 4 матчі.

## Досягнення
Збірна
- Володар Золотого кубка КОНКАКАФ (1): 2017

Клубні
 Даллас
- Володар Кубку США: 2016
- Переможець регулярного сезону MLS: 2016

Особисті
- У символічній збірній року MLS: 2015,[10] 2016[11]
- Захисник року в MLS: 2016[12]